# Kobajasi Kamui
Kobajasi Kamui (japánul: 小林 可夢偉, nyugaton: Kamui Kobayashi; Amagaszaki, 1986. szeptember 13. –) japán autóversenyző, a Daytonai 24 órás verseny kétszeres és a Le Mans-i 24 órás verseny egyszeres győztese.
Karrierjét kilencévesen kezdte, sok más autóversenyzőhöz hasonlóan gokartozással. Ebben a szakágban mind junior-, mind felnőttbajnokságokban több bajnoki címet  szerzett, 2001-ben például japán bajnok lett.
2004-ben került a Toyota akadémiájához. Ugyanettől az évtől kezdve különböző nemzeti Formula–3-as bajnokságokban szerepelt (például az olasz, a holland és a német szériában). 2006-tól Európa első számú F3-as sorozatába, a Formula–3 Euroseriesbe került. E géposztályban két év alatt egyszer tudott győzni, legjobb összetett eredménye egy negyedik hely volt.
2008-ban és 2009-ben a GP2-ben, valamint annak Ázsiában futó, csak télen megrendezett sorozatában, a GP2 Asia Seriesben szerepelt. Utóbbit a 2008–09-es versenyévadban meg is nyerte.
A Formula–1-ben 2009-ben mutatkozhatott be, a sérült Timo Glock helyén. Abban az évben két futamot teljesített. 2010-től 2012-ig a visszatérő Sauber versenyzője volt. 2014-ben utolsó szezonját töltötte a Formula–1-ben, a Caterham F1 Team-nél, ahol Marcus Ericsson csapattársa volt.

## Karrierje

### A kezdetek
Kobajasi átlagos családból származik, apja szusiéttermet működtet.
1996-ban, kilencévesen kezdett gokartozni, s újoncként rögtön a harmadik helyen végzett az SL Takarazuka Tournament elnevezésű versenysorozat kadett kategóriájában. Első éveiben még csak apja támogatta fia hobbiját, első szponzora a Yamaha volt. A következő hét esztendőben összesen 4 bajnoki címet zsebelt be. Többek közt a Toyota szervezésében útjára indított japán bajnokságon sem talált legyőzőre a kadettek közt.
2001-ben lett a Toyota versenyzőképző akadémiájának tagja. 2003-ban teljesítette első együléses versenyautós szezonját, a Formula–Toyota sorozatban. A szezon végén másodikként zárt.

### Formula–Renault, Formula–3
2004-től különböző európai sorozatokban versenyzett. Először az olasz Formula–Renault bajnokságban indult, ahol 17 futamon háromszor állhatott fel a dobogóra, ugyanennyiszer indult az első rajtkockából, két futamgyőzelem, valamint egy leggyorsabb kör szerepelt még neve mellett. A Prema Powerteam versenyzőjének az így gyűjtött 134 pont az összetett 7. helyére volt elegendő, a győztes Pastor Maldonado lett.
2004-ben két verseny erejéig részt vett a 2 literes német Formula–Renault bajnokságban, 16 pontjával 31. helyen zárt. A holland bajnokságban 32 pontot gyűjtött, ez a 15. helyre volt elegendő. Megfordult még az Asian Formula Renault Challenge sorozatban is, egyetlen versenyén azonban nem ért célba.
2005 hozta meg számára a várva várt áttörést. Egy Tatuus FR2000-es volánja mögött diadalmaskodott az olasz Formula–Renault-sorozatban. A 15 futamos sorozatban 11 alkalommal is dobogós lett, ebből hatszor nyerni tudott. 312 pontot szerzett, ami 46-tal volt több, mint amennyi a második helyezett Michael Ammermüller neve mellett szerepelt.
A szezon sikerei ezzel még nem értek véget, az olaszországi szerepléssel párhuzamosan versenyzett a Formula Renault 2.0 Európa Kupában is. Ezt a bajnokságot is megnyerte, szintén Ammermüllert megelőzve. Versenyeinek felén dobogón állhatott, hat futamot nyert meg, valamint négy-négy alkalommal indulhatott az élről, illetve futotta meg a leggyorsabb kört.
2006-ban-ban Európa első számú Formula–3-as sorozatába, a Formula–3 Euroseriesbe szerződött, a Sebastian Vettelt, Giedo van der Garde-ot és Paul di Restát is soraiban tudó ART Grand Prix-hez. Első szezonja jól sikerült, három dobogós helyezésével és 34 pontjával az összetett 8. helyén fejezte be a szezont, az újoncok között pedig ő végzett az első helyen. Rajthoz állt az évente megrendezett Masters of Formula 3 elnevezésű versenyen is. A zandvoorti futamon a 10. helyről indulva a 11. helyen ért célba.
2007-ben, immáron a Toyota tesztpilótájaként folytatta F3-as karrierjét. Az idény során hétszer állhatott dobogóra, Magny-Cours-ban pedig megnyerte első versenyét a sorozatban. Egy pole-pozíció szerepelt még neve mellett. 59 pontjával a tabella 4. helyén végzett, két csapattársa, a bajnok Romain Grosjean és Nico Hülkenberg, valamint Sébastien Buemi mögött. Az időközben Zolderbe költözött Masters of F3 versenyén ismét részt vett, ám ezúttal fel kellett adnia a versenyt.

### GP2

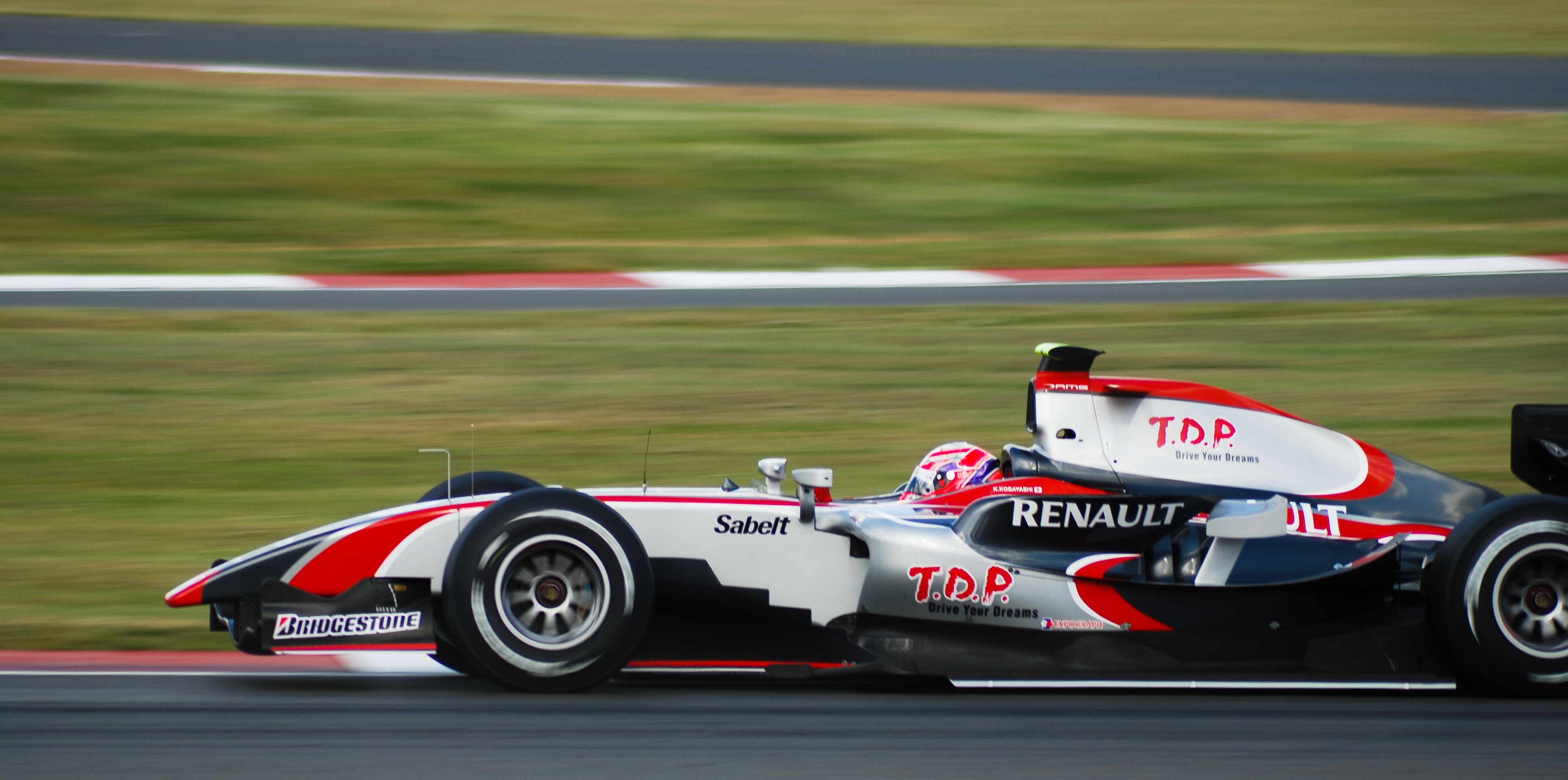
2008-ban, a brit nagydíjon

2008-tól a GP2 Asia Seriesben folytatta pályafutását, az utánpótlás-kategóriákban rendkívül eredményes DAMS színeiben. A Sepangban és Szahírban rendezett sprintfutamokon győzni tudott, utóbbi helyszínen az első versenyen harmadik lett. Első idényét ebben a szériában a hatodik helyen fejezte be.
A téli versenysorozathoz hasonlón az európai főszezonban is a belga Jérôme d’Ambrosio szerepelt Kobajasi mellett a francia csapat színeiben. Jól indult a szezon, Montmelóban egy nyolcadik hellyel nyitott, ami azt jelentette, hogy a másnapi sprintfutamon az első rajtkockából indulhatott. Grosjean a rajtot követően nagyon hamar megelőzte. Egy baleset miatt behívták a biztonsági autót a pályára, amikor pedig a verseny újraindult, Kobajasi folyamatosan próbálta őt megelőzni. Grosjean többször is csak sportszerűtlenül tudta maga mögött tartani a japán pilótát. A versenybíróság Grosjeant áthajtásos büntetéssel sújtotta, így Kobajasi rögtön első versenyhétvégéjén megszerezte első GP2-es futamgyőzelmét, ezenkívül a leggyorsabb kör is az ő nevéhez fűződött.
A folytatás már kevésbé sikerült jól. A viszonylag gyenge autó és Kobajasi kisebb-nagyobb hibái miatt a spanyol futamon kívül csak a valenciai utcai pályán tudott pontszerző helyen, hatodikként beérni. 10 szerzett pontja a tizenhatodik helyhez volt elég.

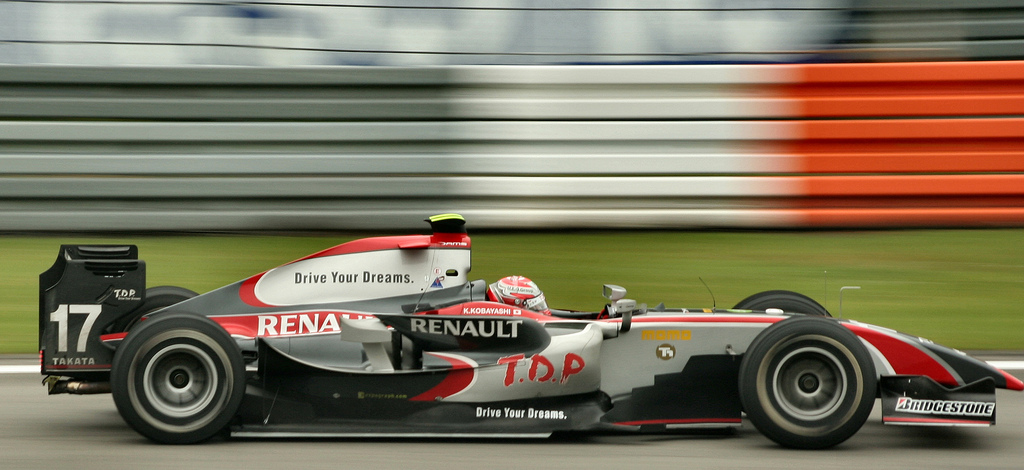
2009-ben, a Nürburgringen

Ha nehezen is, de sikerült a szükséges pénzmennyiséget megszereznie, így a következő szezonban is maradhatott a francia istállónál. Az Asia Series-ben pályafutása során először szerzett komoly formaautós sorozatban végső győzelmet, a kevés versenyhez képest nagy, húszpontos különbséggel megelőzve d’Ambrosiót. Sanghajban egy második hellyel nyitott, majd a sprintfutamot kénytelen volt feladni. Dubajban aztán mesterhármast szerzett, azaz a futamgyőzelem mellett övé volt a pole-pozíció és a leggyorsabb kör is. Bahreinben megismételte előző évi sikerét, ezzel átvette a vezetést összetettben, amit később mindvégig meg is tartott. Még Sepangban állhatott fel dobogóra, valamint Szahírban megnyerte az időmérőt.
A győzelem miatt nagyobb célokkal kezdhette az európai idényt. Bár a szezon jól indult (Barcelonában két pontszerző hellyel nyitotta az évet), később mégis csupán a Nürburgringen rendezett sprintfutamon állhatott fel a dobogó legalsó fokára, ezen kívül még a valenciai, a spai és a szezonzáró portugál versenyen végzett a pontszerzők közt. 13 pontja ismét csak a 16. pozícióra volt elegendő, miközben csapattársa ismét több kiugró teljesítményre volt képes.

### A Formula–1-ben

#### Toyota (2007–2009)

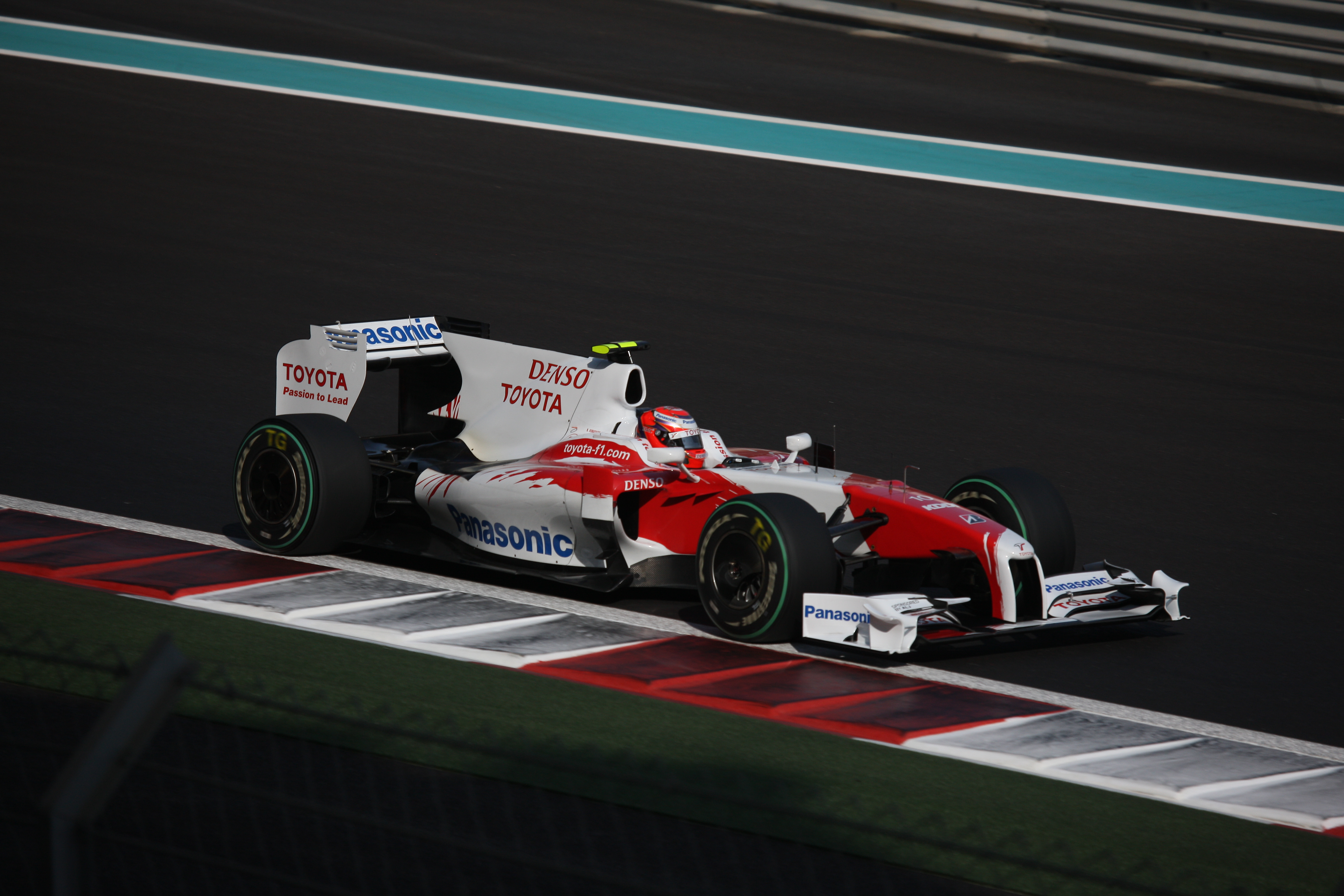
2009-es abu-dzabi nagydíj

2007. november 16-án lett a Toyota teszt-, és egyben harmadik számú pilótája a távozó francia Franck Montagny helyett. 2008-ban és 2009-ben a téli és évközi teszteken segítette csapatát, illetve készen állt az azonnali beugrásra.
A japán nagydíj pénteki két szabadedzésen mutatkozott be versenyhétvégén, miután Timo Glock rosszullétre panaszkodott. Összesen 24 kört teljesített, délelőtt a 19., délután a 12. helyen végzett. A német versenyző végül vállalni tudta a másnapi időmérőt, ahol azonban súlyos balesetet szenvedett, ami miatt nem tudott indulni a futamon. A kéthetes szünetben kiderült, a lába mellett csigolyái is megsérültek, így orvosi javaslatra kihagyta a brazil versenyt. Ezután dőlt el, hogy Glockot Kobajasi fogja helyettesíteni. Az esős interlagosi időmérőn úrrá tudott lenni a kaotikus körülményeken, s a bravúros 11. helyen fejezte be a közel két és fél órán át tartó kvalifikációt. A versenyen is jól szerepelt, 19 körön keresztül tartotta maga mögött a később világbajnok Jenson Buttont, majd határozott manőverekkel előzte meg előbb Nakadzsima Kazukit, majd a Ferrarit vezető Giancarlo Fisichellát. A pontszerzés végül nem sikerült, a kilencedik helyen végzett.
Mivel az orvosok szerint Timo Glock láb- és mellkasi sérülései miatt egy újabb baleset súlyos következményekkel járt volna, helyére a szezonzáró abu-dzabi nagydíjon is Kobajasi ülhetett. Abu Dzabiban ott folytatta, ahol Brazíliában abbahagyta. Szombaton bejutott a Q2-be, a kvalifikáció második szakaszába, ahol a 11–16. helyek sorsa dől el, és ahonnan már nem lépett tovább. Ezután viszont alaposan megtankolták versenygépét, így a 12. helyről indulva egy kiállással tudta teljesíteni a futamot. Jó taktikájának, valamint hasonlóan jó versenytempójának hála, folyamatosan a világbajnok Brawn GP pilótáival küzdött a dobogóért, amiről végül ugyan lemaradt, a hatodik helyezés azonban második versenyén mégis rendkívül jó eredmények számított. Három pontjával a 18. helyen fejezte be a bajnokságot. Addigi munkaadója a gazdasági válságra, valamint a viszonylagos F1-es eredménytelenségre hivatkozva visszalépett a 2010-es Formula–1 világbajnokságtól, így Kobajasi szabadúszóként igyekezett pilótaülést jelentő szerződéshez jutni.

#### Sauber (2010–2012)

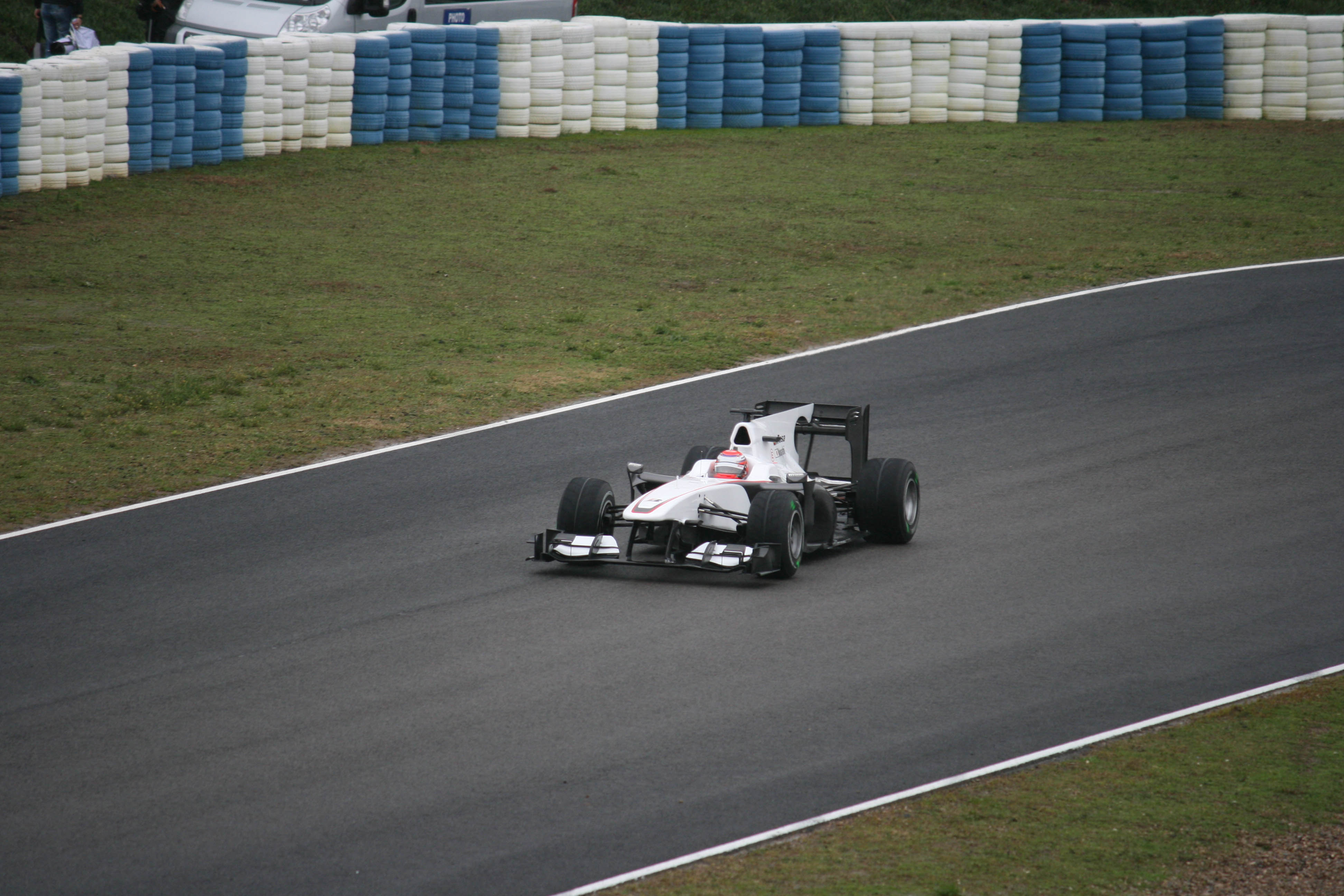
A téli tesztek során, Jerezben

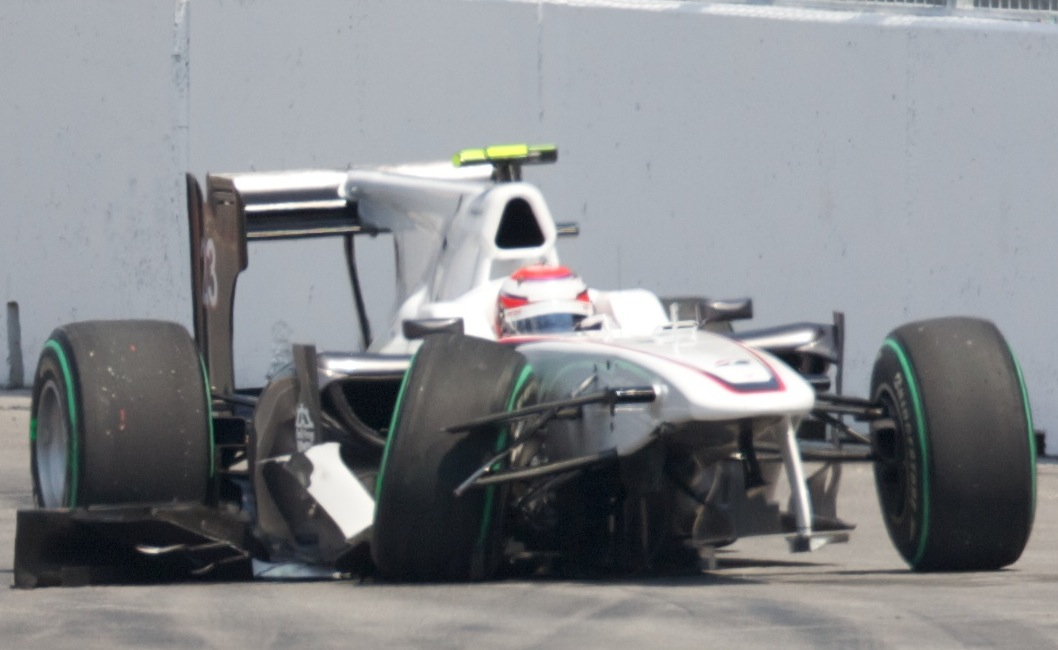
A kanadai nagydíjon, kiesése után

Hetekig nem talált magának komoly érdeklődőt, majd Peter Sauberrel és a visszatérő Sauber csapattal végül 2009. december 17-én aláírta egy évre szóló szerződését. A tesztek sokat ígértek, Kobajasi egy nap nyerni is tudott. Mégis, a Sauber a szezonnyitó bahreini hétvégén már csak a középmezőny végén tartózkodott. Kobajasi a 16. helyről rajtolt (33 ezreddel elmaradva csapattársától), és a versenyen sem tudott javítani helyzetén, a 12. körben hidraulikai meghibásodás vetett véget futamának. Az ausztrál verseny csupán néhány száz méterig tartott számára, a rajtot követő tülekedésben megsérült szárny miatt irányíthatatlan autóval a 6-os kanyarban, további két másik versenyzőt elsodorva, a kavicságyban kötött ki. A következő két verseny sem sikerült jól egyik Sauberes számára sem, mind Malajziában, mind Kínában ismét pont nélkül zárt mindkét versenyző. Spanyolországban Kobajasi először tudott célba érni, ám a pontszerzés nem sikerült, tizenkettedik lett. Először az Isztambul Parkban tudott pontot szerezni, az egy pontot érő tizedik helyen ért célba. Egy gyengébben sikerült kanadai verseny után két nagyszerű eredmény, egy hetedik (Valencia) és egy hatodik (Silverstone) hely következett. Valenciában az utolsó öt körig a harmadik helyen haladt, ám ő ekkorra időzítette kerékcseréjét, és visszacsúszott a hetedik helyre. Kobajasi ekkor lágy gumikkal haladt, míg a közvetlenül előtte lévők, Fernando Alonso és Sébastien Buemi egyaránt keményeken. Mindkettejüket sikerült megelőzni, Buemit például a célegyenesre ráfordító kanyarban. A brit nagydíj volt a szezon addigi legjobb versenye. Itt a tizenkettedik helyről rajtolva, sokat javítva, végül hatodik lett. A német nagydíjon is sokáig pontszerző helyen haladt, ám miután Vitalij Petrov megelőzte, hiába volt ott szorosan mögötte a verseny végéig, megelőzni nem tudta, tizenegyedik lett. A magyar versenyen ismét sikerült pontot szereznie. A verseny során megelőzte többek között a hétszeres világbajnok Michael Schumachert, és megvolt az esélye arra is, hogy a címvédő Jenson Buttont megelőzze, ám ez végül elmaradt, és kilencedik lett. De la Rosa hetedik helyével Mogyoródon fordult elő először a szezon során, hogy mindkét Sauber pontot szerzett. A belga nagydíj időmérője nem sikerült jól számára. Az időmérő első szakaszában még a viszonylag nedves pályán futott egy, a körülményekhez képest jónak mondható, 2:02-es időt, ám az eső később elállt, és a pálya felszáradt. Ennek köszönhetően rohamosan javulni kezdtek a köridők, ennek megfelelően Kobajasi is egyre hátrébb csúszott. A kvalifikáción a tizenkilencedik pozíciót szerezte meg, ám néhány büntetésnek köszönhetően végül a tizenhetedikről rajtolhatott. A versenyen végül több helyet előrelépve a nyolcadikként zárt, közvetlenül Michael Schumacher mögött.

#### Caterham (2014)
2014-ben, egy év kihagyás után a Caterham színeiben tért vissza, az újonc svéd Marcus Ericsson csapattársaként. A belga nagydíjat kénytelen volt kihagyni, ülését a háromszoros Le Mans-bajnok német André Lotterer kapta meg.

## Vezetési stílusa
Szakértők szerint rendkívül agresszív, ám mégsem vakmerő módon vezet. Stílusát sokan honfitársa, Szató Takumáéhoz hasonlították egy jóval megbízhatóbb kiadásban. 2009-ben, debütáló versenyén például több látványos előzést is bemutatott, illetve agresszíven védekezett a később világbajnokká avanzsáló Jenson Buttonnel szemben.
Hasonlóan látványos versenye volt a 2010-es európai nagydíj. Taktikájának köszönhetően sokáig a harmadik helyen haladt, ám öt körrel a vége előtt ki kellett jönnie kereket cserélni. Bár friss, ráadásul a lágyabb keverékű gumit kapta, mégis meggondolatlannak tűnt az előzése Fernando Alonsóval szemben, ugyanis a manővert rendkívül messziről kezdte meg, és nagyon rövid féktávot próbált venni. Végül egy kis megcsúszással sikerült végrehajtani az előzést. A legutolsó, célegyenesre ráfordító kanyarban még Sébastien Buemit is megelőzte, így hetedikként zárt úgy, hogy a tizennyolcadik helyről rajtolt.

## Magánélete
Magánéletéről nem sokat árul el, annyit tudni róla, hogy jelenleg[mikor?] egyedülálló.
Egy BBC-nek adott rövid, kérdezz-felelek jellegű interjújában a kedvenceit firtató kérdéseknél kedvenc zenei előadójaként Michael Jacksont, kedvenc műfajaként pedig a house-t említette.

## Statisztika
Kobajasi a GP2-ben ígéretesen kezdett, már a második futamát megnyerte, a folytatás azonban a gyakori kiesései miatt nem hozta meg a várt eredményeket. A következő évében is a középmezőnyben szerepelt, és mindkét évben a 16. helyen végzett összesítésben. A GP2 Asia Series sorozatban viszont többször végzett az első helyen, és, bár a teljesítménye ott is ingadozó volt, második évében megnyerte a versenysorozatot. Formula–1-es bemutatkozása a Toyotánál biztatóan sikerült, de a 2010-es világbajnokság elején gyakori kiesései miatt ritkán sikerült az első tíz, pontot érő helyen végeznie, befejezett futamain viszont sosem végzett a középmezőnyt jelentő 12.-nél rosszabb helyen. Legjobb eredménye az angliai 6. helyezés.

## Eredményei

### Teljes GP2-eredménylistája
(Táblázat értelmezése)

(Félkövér: pole-pozícióból indult; dőlt: leggyorsabb kört futott) 

| Év   | Csapat | 1         | 2         | 3          | 4          | 5          | 6          | 7          | 8          | 9          | 10        | 11         | 12         | 13         | 14         | 15         | 16         | 17         | 18         | 19         | 20         | Helyezés | Pont |
| ---- | ------ | --------- | --------- | ---------- | ---------- | ---------- | ---------- | ---------- | ---------- | ---------- | --------- | ---------- | ---------- | ---------- | ---------- | ---------- | ---------- | ---------- | ---------- | ---------- | ---------- | -------- | ---- |
| 2008 | DAMS   | ESP FEA 8 | ESP SPR 1 | TUR FEA Ki | TUR SPR 9  | MON FEA Ki | MON SPR 18 | FRA FEA Ki | FRA SPR 9  | GBR FEA Ki | GBR SPR 7 | GER FEA Ki | GER SPR 18 | HUN FEA 11 | HUN SPR 8  | EUR FEA Ki | EUR SPR 6  | BEL FEA 9  | BEL SPR 14 | ITA FEA Ki | ITA SPR 13 | 16.      | 10   |
| 2009 | DAMS   | ESP FEA 8 | ESP SPR 5 | MON FEA Ki | MON SPR 12 | TUR FEA Ki | TUR SPR Hn | GBR FEA Ki | GBR SPR 17 | GER FEA 9  | GER SPR 3 | HUN FEA 13 | HUN SPR 8  | VAL FEA 8  | VAL SPR 11 | BEL FEA 7  | BEL SPR 11 | ITA FEA 17 | ITA SPR 17 | POR FEA 6  | POR SPR 19 | 16.      | 13   |

### GP2 Asia Series-eredménylistája
(Táblázat értelmezése)

(Félkövér: pole-pozícióból indult; dőlt: leggyorsabb kört futott) 

| Év      | Csapat | 1           | 2           | 3          | 4          | 5          | 6          | 7         | 8          | 9           | 10          | 11         | 12         | Helyezés | Pont |
| ------- | ------ | ----------- | ----------- | ---------- | ---------- | ---------- | ---------- | --------- | ---------- | ----------- | ----------- | ---------- | ---------- | -------- | ---- |
| 2008    | DAMS   | UAE1 FEA 13 | UAE1 SPR Ki | IDN FEA Ki | IDN SPR 15 | MAL FEA 5  | MAL SPR 1  | BHR FEA 3 | BHR SPR 1  | UAE2 FEA 20 | UAE2 SPR 14 |            |            | 6.       | 22   |
| 2008–09 | DAMS   | CHN FEA 2   | CHN SPR Ki  | UAE FEA 1  | UAE SPR T  | BHR1 FEA 1 | BHR1 SPR 6 | QAT FEA 4 | QAT SPR 18 | MAL FEA 2   | MAL SPR 7   | BHR2 FEA 4 | BHR2 SPR 5 | 1.       | 56   |

### Teljes Formula–1-es eredménysorozata
(Táblázat értelmezése)

(Félkövér: pole-pozícióból indult; dőlt: leggyorsabb kört futott) 

| Év   | Csapat   | 1       | 2      | 3      | 4      | 5      | 6      | 7      | 8      | 9      | 10     | 11      | 12     | 13     | 14     | 15     | 16     | 17     | 18     | 19     | 20    | Helyezés | Pont |
| ---- | -------- | ------- | ------ | ------ | ------ | ------ | ------ | ------ | ------ | ------ | ------ | ------- | ------ | ------ | ------ | ------ | ------ | ------ | ------ | ------ | ----- | -------- | ---- |
| 2009 | Toyota   | AUS     | MAL    | CHN    | BHR    | ESP    | MON    | TUR    | GBR    | GER    | HUN    | EUR     | BEL    | ITA    | SIN    | JPN    | BRA 9  | UAE 6  |        |        |       | 18.      | 3    |
| 2010 | Sauber   | BHR Ki  | AUS Ki | MAL Ki | CHN Ki | ESP 12 | MON Ki | TUR 10 | CAN Ki | EUR 7  | GBR 6  | GER 11  | HUN 9  | BEL 8  | ITA Ki | SIN Ki | JPN 7  | KOR 8  | BRA 10 | UAE 14 |       | 12.      | 32   |
| 2011 | Sauber   | AUS Kiz | MAL 7  | CHN 10 | TUR 10 | ESP 10 | MON 5  | CAN 7  | EUR 16 | GBR Ki | GER 9  | HUN 11  | BEL 12 | ITA Ki | SIN 14 | JPN 13 | KOR 15 | IND Ki | UAE 10 | BRA 9  |       | 12.      | 30   |
| 2012 | Sauber   | AUS 6   | MAL Ki | CHN 10 | BHR 13 | ESP 5  | MON Ki | CAN 9  | EUR Ki | GBR 11 | GER 4  | HUN 18† | BEL 13 | ITA 9  | SIN 13 | JPN 3  | KOR Ki | IND 14 | UAE 6  | USA 14 | BRA 9 | 12.      | 60   |
| 2014 | Caterham | AUS Ki  | MAL 13 | BHR 15 | CHN 18 | ESP Ki | MON 13 | CAN Ki | AUT 16 | GBR 15 | GER 16 | HUN Ki  | BEL    | ITA 17 | SIN Ni | JPN 19 | RUS Ki | USA    | BRA    | UAE Ki |       | 22.      | 0    |

Megjegyzés: 2014-ben a szezonzáró nagydíjon dupla pontokat osztottak.

### Teljes Super Formula eredménylistája
(Táblázat értelmezése)

(Félkövér: pole-pozícióból indult; dőlt: leggyorsabb kört futott) 

| Év   | Csapat                | 1      | 2      | 3      | 4      | 5      | 6      | 7      | 8      | 9      | 10     | Helyezés | Pont |
| ---- | --------------------- | ------ | ------ | ------ | ------ | ------ | ------ | ------ | ------ | ------ | ------ | -------- | ---- |
| 2015 | Sunoco Team LeMans    | SUZ 9  | OKA 2  | FUJ 10 | MOT 17 | AUT 3  | SUG 6  | SUZ 3  | SUZ 9  |        |        | 6.       | 20   |
| 2016 | Sunoco Team LeMans    | SUZ 16 | OKA 18 | FUJ 10 | MOT 9  | OKA 18 | OKA 17 | SUG 17 | SUZ 9  | SUZ 7  |        | 17.      | 1    |
| 2017 | KCMG                  | SUZ 9  | OKA 4  | OKA 5  | FUJ 15 | MOT 2  | AUT 7  | SUG 7  | SUZ T  | SUZ T  |        | 7.       | 16,5 |
| 2018 | KCMG Elyse            | SUZ 10 | AUT T  | SUG 6  | FUJ 12 | MOT    | OKA 2‡ | SUZ 13 |        |        |        | 7.       | 10   |
| 2019 | carrozzeria Team KCMG | SUZ 9  | AUT 10 | SUG 2  | FUJ 6  | MOT 2  | OKA 18 | SUZ 12 |        |        |        | 6.       | 19   |
| 2020 | carozzeria Team KCMG  | MOT 14 | OKA    | SUG 14 | AUT    | SUZ 4  | SUZ 15 | FUJ 11 |        |        |        | 16.      | 8    |
| 2021 | carozzeria Team KCMG  | FUJ    | SUZ    | AUT    | SUG    | MOT    | MOT 10 | SUZ    |        |        |        | 20.      | 1    |
| 2022 | KCMG                  | FUJ 18 | FUJ 9  | SUZ 5  | AUT Ki | SUZ 17 | FUJ 14 | MOT 14 | MOT 17 | SUZ 18 | SUZ 10 | 17.      | 9    |
| 2023 | Kids com Team KCMG    | FUJ Ki | FUJ 6  | SUZ 14 | AUT 11 | SUG 6  | FUJ 9  | MOT 7  | SUZ 8‡ | SUZ 17 |        | 11.      | 17,5 |

* A szezon jelenleg is zajlik.
‡ A versenyt félbeszakították, és mivel nem teljesítették a táv 75%-át, így csak a pontok felét kapta meg.

### Teljes Formula–E-eredménylistája
(Táblázat értelmezése)

(Félkövér: pole-pozícióból indult; dőlt: leggyorsabb kört futott) 

| Év      | Csapat                   | 1      | 2      | 3   | 4   | 5   | 6   | 7   | 8   | 9   | 10  | 11  | 12  | 13  | 14  | Helyezés | Pont |
| ------- | ------------------------ | ------ | ------ | --- | --- | --- | --- | --- | --- | --- | --- | --- | --- | --- | --- | -------- | ---- |
| 2017–18 | MS&AD Andretti Formula E | HKG 15 | HKG 17 | MAR | SAN | MEX | PDE | ROM | PAR | BER | ZUR | NYC | NYC | MNT | MNT | 24.      | 0    |

### Le Mans-i 24 órás autóverseny
| Év   | Csapat              | Csapattárs                    | Autó                  | Kategória | Kör | Összetett Helyezés | Kategória Helyezés |
| ---- | ------------------- | ----------------------------- | --------------------- | --------- | --- | ------------------ | ------------------ |
| 2013 | AF Corse            | Toni Vilander Olivier Beretta | Ferrari 458 Italia GT | GTE Pro   | 312 | 20.                | 5.                 |
| 2016 | Toyota Gazoo Racing | Mike Conway Stéphane Sarrazin | Toyota TS050 Hybrid   | LMP1      | 381 | 2.                 | 2.                 |
| 2017 | Toyota Gazoo Racing | Mike Conway Stéphane Sarrazin | Toyota TS050 Hybrid   | LMP1      | 154 | Kiesett            | Kiesett            |
| 2018 | Toyota Gazoo Racing | Mike Conway José María López  | Toyota TS050 Hybrid   | LMP1      | 386 | 2.                 | 2.                 |
| 2019 | Toyota Gazoo Racing | Mike Conway José María López  | Toyota TS050 Hybrid   | LMP1      | 385 | 2.                 | 2.                 |
| 2020 | Toyota Gazoo Racing | Mike Conway José María López  | Toyota TS050 Hybrid   | LMP1      | 381 | 3.                 | 3.                 |
| 2021 | Toyota Gazoo Racing | Mike Conway José María López  | Toyota GR010 Hybrid   | Hypercar  | 371 | 1.                 | 1.                 |
| 2022 | Toyota Gazoo Racing | Mike Conway José María López  | Toyota GR010 Hybrid   | Hypercar  | 380 | 2.                 | 2.                 |
| 2023 | Toyota Gazoo Racing | Mike Conway José María López  | Toyota GR010 Hybrid   | Hypercar  | 103 | Kiesett            | Kiesett            |
| 2024 | Toyota Gazoo Racing | Mike Conway Nyck de Vries     | Toyota GR010 Hybrid   | Hypercar  |     |                    |                    |

### Teljes FIA World Endurance Championship eredménysorozata
| Év      | Csapat              | Osztály   | Kasztni                | Motor                          | 1      | 2      | 3       | 4      | 5     | 6     | 7     | 8     | 9     | Helyezés | Pont  |
| ------- | ------------------- | --------- | ---------------------- | ------------------------------ | ------ | ------ | ------- | ------ | ----- | ----- | ----- | ----- | ----- | -------- | ----- |
| 2013    | AF Corse            | LMGTE Pro | Ferrari 458 Italia GT2 | Ferrari F142 4.5L V8           | SIL 2  | SPA 3  | LMS 4   | SÃO Ki | COA 3 | FUJ 9 | SHA 5 | BHR 3 |       | 7.       | 98    |
| 2016    | Toyota Gazoo Racing | LMP1      | Toyota TS050 Hybrid    | Toyota 2.4 L Turbo V6 (Hybrid) | SIL 2  | SPA Ki | LMS 2   | NÜR 6  | MEX 3 | COA 3 | FUJ 1 | SHA 2 | BHR 5 | 3.       | 145   |
| 2017    | Toyota Gazoo Racing | LMP1      | Toyota TS050 Hybrid    | Toyota 2.4 L Turbo V6 (Hybrid) | SIL 13 | SPA 2  | LMS Ki  | NÜR 3  | MEX 4 | COA 4 | FUJ 2 | SHA 4 | BHR 4 | 5.       | 103.5 |
| 2018–19 | Toyota Gazoo Racing | LMP1      | Toyota TS050 Hybrid    | Toyota 2.4 L Turbo V6 (Hybrid) | SPA 2  | LMS 2  | SIL Kiz | FUJ 1  | SHA 1 | SEB 2 | SPA 6 | LMS 2 |       | 2.       | 157   |
| 2019–20 | Toyota Gazoo Racing | LMP1      | Toyota TS050 Hybrid    | Toyota 2.4 L Turbo V6          | SIL 1  | FUJ 2  | SHA 3   | BHR 1  | COA 3 | SPA 1 | LMS 3 | BHR 1 |       | 1.       | 207   |
| 2021    | Toyota Gazoo Racing | Hypercar  | Toyota GR010 Hybrid    | Toyota 3.5 L Turbo V6 (Hybrid) | SPA 3  | ALG 2  | MNZ 1   | LMS 1  | BHR 1 | BHR 2 |       |       |       | 1.       | 173   |
| 2022    | Toyota Gazoo Racing | Hypercar  | Toyota GR010 Hybrid    | Toyota 3.5 L Turbo V6 (Hybrid) | SEB Ki | SPA 1  | LMS 2   | MNZ 3  | FUJ 2 | BHR 1 |       |       |       | 3.       | 133   |
| 2023    | Toyota Gazoo Racing | Hypercar  | Toyota GR010 Hybrid    | Toyota 3.5 L Turbo V6 (Hybrid) | SEB 1  | ALG 9  | SPA 1   | LMS Ki | MNZ 1 | FUJ 1 | BHR 2 |       |       | 2.       | 145   |
| 2024    | Toyota Gazoo Racing | Hypercar  | Toyota GR010 Hybrid    | Toyota 3.5 L Turbo V6 (Hybrid) | QAT    | IMO    | SPA     | LMS    | SÃO   | COA   | FUJ   | BHR   |       | *        | *     |

* A szezon jelenleg is zajlik.

### Daytonai 24 órás autóverseny
| Év   | Csapat                  | Csapattárs                                         | Autó             | Kategória | Kör | Összetett Helyezés | Kategória Helyezés |
| ---- | ----------------------- | -------------------------------------------------- | ---------------- | --------- | --- | ------------------ | ------------------ |
| 2019 | Konica Minolta Cadillac | Fernando Alonso Jordan Taylor Renger van der Zande | Cadillac DPi-V.R | DPi       | 593 | 1.                 | 1.                 |
| 2020 | Konica Minolta Cadillac | Ryan Briscoe Scott Dixon Renger van der Zande      | Cadillac DPi-V.R | DPi       | 833 | 1.                 | 1.                 |
| 2021 | Ally Cadillac Racing    | Jimmie Johnson Simon Pagenaud Mike Rockenfeller    | Cadillac DPi-V.R | DPi       | 807 | 2.                 | 2.                 |
| 2022 | Ally Cadillac Racing    | Jimmie Johnson José María López Mike Rockenfeller  | Cadillac DPi-V.R | DPi       | 739 | 11.                | 5.                 |